# Affaire Elf, affaire d'État
Affaire Elf, affaire d'État est un livre de Loïk Le Floch-Prigent paru en octobre 2001 (Le Cherche midi).

## Contenu
Loïk Le Floch-Prigent y évoque un financement occulte du RPR par Elf et par Sanofi, filiale d'Elf. Il évoque également dans ce livre « des liens à éclaircir » entre Nadhmi Auchi et le RPR, évoquant notamment l'homme d'affaires français Patrick Maugein.
« Si la justice voulait vraiment enquêter sur les fonds qu'aurait distribués Auchi, elle tomberait peut-être sur le RPR que présidait Jacques Chirac », écrit-il sans préciser davantage.

### Source
- « M. Le Floch-Prigent évoque dans un livre un financement occulte du RPR par Elf », Le Monde, 5 octobre 2001